# Drapeau de Santander (régate)
 (décembre 2021).
Le Drapeau de Santander est le prix d'une régate organisé par le Club d'aviron Ciudad de Santander dans la Baie de Santander, en Cantabrie, et qui est la compétition d'aviron la plus ancienne qui a lieu encore en Espagne, dans la discipline du banc fixe.

## Histoire
L'histoire de la compétition remonte au moins en 1856, quand les équipages disputaient le prix entre les machinas et l'Île de los Ratones. Deux ans plus tard la zone de régate a varié pour et se déroulera en parallèle aux machinas et en seule régate.
En 1861 après la visite de la reine Isabelle II ont aussi eu lieu des régates de trainières en son honneur, en juin, entre plusieurs équipages parmi lesquelles celle de Castro-Urdiales. Pendant tout le reste du siècle auront lieu des régates de trainières dans la baie de Santander et El Sardinero jusqu'au prochain siècle, durant lequel il n'y en aura pas pendant plusieurs années ainsi que les années 1950 et 60.
En 1966 a lieu pour la première fois le Grand Prix du Nervion à Portugalete bien que tout comme avec le Drapeau de Santander beaucoup de compétitions dans le Nervion aient eu lieu des années antérieures.
Ensuite, on verra la création du Club d'aviron Santander qui gagnera le Championnat régional de trainières et qui au début des années 1970 a été le club de la ville. À cette époque on commence à créer de nouveaux Drapeaux et de Grands Prix à l'occasion de la création de nouveaux clubs et une résurgence de l'aviron. On crée ainsi celui cité du Grand Prix du Nervión, le Grand prix de Cantabrie (nouveau nom donné au Drapeau de Santander), le Drapeau de Santoña, etc.
En 1979 et 1983 les trainières cantabres ont aussi disputé le Championnat de Cantabrie de trainières. De 1972 à 1975 on a aussi mis en jeu le trophée Prince d'Espagne, que gagnait le vainqueur de la manche d'honneur le second jour du drapeau. À partir de 1976 ce trophée s'est appelé Coupe du Roi jusqu'en 1990, quand a commencé le Grand prix Députation de Cantabrie. Dès cette année on a disputé le trophée Commémoratif Angel Velasco en hommage à l'ex président du club. De 1981 à 1983 les vainqueurs du drapeau gagnaient aussi le trophée Commémoratif Manolo Santamaría, en hommage au patron santanderino (gentilé castillan de Santander) des années 1940.
Le parcours des régates variera beaucoup avec les années, il se déroulait précédemment face au Palacete et les balises extérieures se trouvaient à la hauteur du quai de l'École Nautique. Il s'effectuait aussi face au Palacete avec des balises extérieures dans l'embarcadère de Maliaño. Il y a eu des éditions qui, étant donné le temps ou l'état de la Baie, a été modifié en réalisant des contre la montre, comme en 1993, depuis l'extrémité du petit cap au Petit palais. Un autre changement significatif dans l'organisation a été en 1999 quand le Drapeau a cessé de se dérouler sur deux jours pour ne le réduire qu'à un seul. Depuis 2001 jusqu'à 2004 elle a lieu dans la baie de El Sardinero, mais depuis 2005 les régates ont lieu dans la baie de Santander, la sortie se situant près du monument des raqueros et la balise extérieure face aux quais de Maliaño.
La dernière époque remarquable est liée au Club d'aviron Ciudad de Santander et se poursuit depuis la création de celui-ci en 1988 jusqu'à nos jours. Vainqueur de plusieurs éditions Commémoratif Angel Velasco (meilleur équipage cantabre) en 1999 se fait avec un précieux Drapeau pour ses vitrines. Durant l'année 2000 et 2001 le club local répète l'exploit s'imposant respectivement face à Urdaibai et Ondarroa.
Depuis la création de la Ligue ARC, le Drapeau de Santander a appartenu à celle-ci dans sa catégorie supérieure, l'ARC Groupe 1. En 2006 elle est la cinquième régate sur les 13 qui sont disputées dans la ligue et en 2007 (elle sera disputée en quatre longueurs (5,556 mètres) et trois ciabogas) se classe cinquième sur les 14 disputées.

## Palmarès depuis 1970
| Année | Champion            | Notes                                    |
| ----- | ------------------- | ---------------------------------------- |
| 1970  | Astillero           |                                          |
| 1971  | Astillero           |                                          |
| 1972  | Astillero           |                                          |
| 1973  | Lasarte Michelín    |                                          |
| 1974  | Lasarte Michelín    |                                          |
| 1975  | Lasarte Michelín    |                                          |
| 1976  | Kaiku               |                                          |
| 1977  | Lasarte Michelín    |                                          |
| 1978  | Kaiku]              |                                          |
| 1979  | Santurtzi           |                                          |
| 1980  | Kaiku               |                                          |
| 1981  | Castro-Urdiales     | Mémorial Manolo Santamaría               |
| 1982  | Kaiku               | Mémorial Manolo Santamaría               |
| 1983  | Orio                | Mémorial Manolo Santamaría               |
| 1984  | Castro-Urdiales     |                                          |
| 1985  | Kaiku               |                                          |
| 1986  | Kaiku               |                                          |
| 1987  | Orio                |                                          |
| 1988  | Hondarribia         |                                          |
| 1989  | Ur-Kirolak          |                                          |
| 1990  | Zierbena            | Mémorial Ángel Velasco                   |
| 1991  | Orio                | Mémorial Ángel Velasco pour C. Santander |
| 1992  | Zierbena            | Mémorial Ángel Velasco pour C. Santander |
| 1993  | Hondarribia         | Mémorial Ángel Velasco pour C. Santander |
| 1994  | Castropol           | Mémorial Ángel Velasco pour C. Santander |
| 1995  | Castropol           | Mémorial Ángel Velasco pour Santoña      |
| 1996  | Hondarribia         | Mémorial Ángel Velasco pour Santoña      |
| 1997  | Hondarribia         | Mémorial Ángel Velasco pour C. Santander |
| 1998  | Astillero           |                                          |
| 1999  | Ciudad de Santander |                                          |
| 2000  | Ciudad de Santander |                                          |
| 2001  | Ciudad de Santander |                                          |
| 2002  | Urdaibai            |                                          |
| 2003  | Ur-Kirolak          |                                          |
| 2004  | Zierbena            |                                          |
| 2005  | Ciudad de Santander |                                          |
| 2006  | Pasaia de San Pedro |                                          |
| 2007  | Getaria             |                                          |
| 2008  | Astillero           |                                          |
| 2009  | Guetxo              |                                          |
| 2010  | Santoña             |                                          |

## Équipes les plus titrées
| Équipe              | Titres |
| ------------------- | ------ |
| Kaiku               | 6      |
| Astillero           | 5      |
| Ciudad de Santander | 4      |
| Lasarte Michelin    | 4      |
| Hondarribia         | 4      |

### Sources
- (es) Cet article est partiellement ou en totalité issu de l’article de Wikipédia en espagnol intitulé « Bandera de Santander (regata) » (voir la liste des auteurs).